# Compus de două dodecaedre snub
În geometrie compusul de două dodecaedre snub este un compus poliedric uniform format din 2 versiuni chirale ale dodecaedrului snub. Are simetrie icosaedrică (Ih). Ca holosnub, este reprezentat de simbolul Schläfli βr{5,3} și diagrama Coxeter .
Are indicele de compus uniform UC69.

## Poliedre înrudite
Are în comun același aranjament al vârfurilor cu icosidodecaedrul trunchiat neuniform, cu fețe dreptunghiulare, adiacente unor hexagoane și decagoane neregulate, fiecare alternând câte două muchii de lungimi diferite.

## Mărimi asociate

### Coordonate carteziene
Coordonatele carteziene ale vârfurilor acestui compus cu lungimea laturii 2φ − 2, centrat în origine, sunt toate permutările ale:
{\displaystyle \left(\,\pm {\frac {1}{\varphi }},\,\pm {\frac {1}{\varphi }},\,\pm (3+\varphi )\,\right)}
{\displaystyle \left(\,\pm {\frac {2}{\varphi }},\,\pm \varphi ,\,\pm (1+2\varphi )\,\right)}
{\displaystyle \left(\,\pm {\frac {1}{\varphi }},\,\pm \varphi ^{2},\,\pm (-1+3\varphi )\,\right)}
{\displaystyle \left(\,\pm (2\varphi -1,\,\pm 2,\,\pm (2+\varphi )\,\right)}
{\displaystyle \left(\,\pm \varphi ,\,\pm 3,\,\pm 2\varphi \,\right)}
unde {\displaystyle \varphi ={\frac {1+{\sqrt {5}}}{2}}} este secțiunea de aur.

### Volum
Următoarea formulă pentru volum V este stabilită pentru lungimea laturilor tuturor poligoanelor (care sunt regulate) a:
{\displaystyle V=2{\frac {(3\varphi +1)\xi ^{2}+(3\varphi +1)\xi -{\frac {\varphi }{6}}-2}{\sqrt {3\xi ^{2}-\varphi ^{2}}}}\approx 75,233300.}
unde {\displaystyle \xi \approx 0,94315125924} este rădăcina reală a polinomului de gradul al treilea {\displaystyle x^{3}+2x^{2}-\varphi ^{2},} iar {\displaystyle \varphi ={\frac {1+{\sqrt {5}}}{2}}} este secțiunea de aur.